# Témiscamingue
Témiscamingue ist eine regionale Grafschaftsgemeinde (französisch municipalité régionale du comté, MRC) in der kanadischen Provinz Québec.
Sie liegt in der Verwaltungsregion Abitibi-Témiscamingue und besteht aus 21 untergeordneten Verwaltungseinheiten (drei Städte, zwölf Gemeinden, ein Dorf, drei Kantonsgemeinden, ein Sprengel und ein gemeindefreies Gebiet). Die MRC wurde am 15. April 1981 gegründet. Der Hauptort ist Ville-Marie. Die Einwohnerzahl beträgt 15.980 (Stand: 2016) und die Fläche 16.420,32 km², was einer Bevölkerungsdichte von 1,0 Einwohnern je km² entspricht.

## Gliederung
Stadt (ville)
- Belleterre
- Témiscaming
- Ville-Marie

Gemeinde (municipalité)
- Béarn
- Duhamel-Ouest
- Fugèreville
- Québec
- Laforce
- Laverlochère
- Lorrainville
- Moffet
- Notre-Dame-du-Nord
- Rémigny
- Saint-Bruno-de-Guigues
- Saint-Eugène-de-Guigues

Dorf (village)
- Angliers

Kantonsgemeinde (municipalité de canton)
- Guérin
- Latulipe-et-Gaboury
- Nédélec

Sprengel (municipalité de paroisse)
- Saint-Édouard-de-Fabre

Gemeindefreies Gebiet (territoire non organisé)
- Laniel
- Les Lacs-du-Témiscamingue

Auf dem Gebiet der MRC Témiscamingue liegen auch die Indianerreservate Kebaowek und Timiskaming, die jedoch autonom verwaltet werden und Enklaven bilden. Hinzu kommen zwei Siedlungen ohne Reservatsstatus, Winneway und Hunter’s Point.

## Angrenzende MRC und vergleichbare Gebiete
- Rouyn-Noranda
- La Vallée-de-l’Or
- Pontiac
- Renfrew County, Ontario
- Nipissing District, Ontario
- Timiskaming District, Ontario